# Желание (фильм, 1936)
«Желание» (англ. Desire) — художественный фильм режиссёра Фрэнка Борзейги.

## Сюжет
Мадлен де Бюпре (Марлен Дитрих) — неутомимая авантюристка. Мадлен придумывает великолепную аферу и ловко обманывает продавца ювелирного магазина. Завладев ожерельем из жемчуга, которое стоит целое состояние, она бежит из Парижа. На огромной скорости она мчится на машине к испанской границе и чуть не сбивает Тома Брэдли (Гэри Купер), молодого американского инженера, находящегося в отпуске.
Испугавшись быть пойманной с нашумевшим ожерельем на испанской таможне, Мадлен незаметно для всех кладет его в карман Тома. Они оба успешно проходят таможню и отправляются по своим маршрутам. Теперь первоначальной задачей для Мадлен становится каким-то образом забрать дорогостоящее ожерелье из кармана пиджака Тома Брэдли.

## В ролях
- Марлен Дитрих — Мадлен де Бюпре
- Гэри Купер — Том Брэдли
- Джон Холлидэй — Карлос Марголи
- Уильям Фроули — Мистер Гибсон
- Аким Тамирофф — офицер полиции

## История создания
Изначально на роль Тома Брэдли был утвержден Джон Гилберт. Но спустя несколько недель съемок он перенес сердечный приступ. Чтобы не задерживать съемочный процесс, его сразу же заменили Гэри Купером. Несколько дней спустя Гилберт умер от острой сердечной недостаточности, вызванной чрезмерным потреблением алкоголя.
Фильм снимался на студии «Парамаунт» и в ранчо Айверсон, Калифорния, и в необычных для своего времени, Франции и Испании.
Об этом фильме Марлен Дитрих сказала:

За фильм «Желание» режиссёра Фрэнка Борзейги, снятого на основе сценария Эрнста Любича, мне никогда не придется стыдиться. Я нашла Гэри Купера немного, односложнее, чем прежде. Он, наконец, избавиться от Лупе Велес, которая постоянно следовала за ним по пятам на протяжении всей съемки фильма «Марокко».
а также:

«Желание» получилось хорошим фильмом и, кроме того, также получило огромный успех. Сценарий был отличный, превосходные роли — ещё одно доказательство того, что эти элементы являются более важными, чем сами актёры.